# Icebox
Icebox is een Amerikaanse dramafilm uit 2018, geschreven en geregisseerd door Daniel Sawka. De film is gebaseerd op zijn gelijknamige korte film uit 2016.

## Verhaal
De 12-jarige Oscar uit Honduras die gedwongen wordt zijn huis te ontvluchten, probeert asiel aan te vragen in de Verenigde Staten. Daar raakt hij echter verstrikt in het Amerikaanse immigratiesysteem.

## Rolverdeling
| Acteur            | Personage        |
| ----------------- | ---------------- |
| Anthony Gonzalez  | Oscar            |
| Génesis Rodríguez | Perla            |
| Sarah Minnich     | Officier Marquez |
| Alex Livinalli    | Julio            |
| Carrie Lazar      | Aanklager        |

## Release
De film ging in première op 9 september 2018 op het Internationaal filmfestival van Toronto. Op 5 december 2018 verscheen de film in de Verenigde Staten en twee dagen later op HBO.

## Ontvangst
Op Rotten Tomatoes heeft Icebox een waarde van 100% en een gemiddelde score van 6,0/10, gebaseerd op 9 recensies. Op Metacritic heeft de film een gemiddelde score van 79/100, gebaseerd op 4 recensies.

## Prijzen en nominaties
De belangrijkste:
| Jaar | Prijs                 | Categorie           | Genomineerde(n)     | Uitslag     |
| ---- | --------------------- | ------------------- | ------------------- | ----------- |
| 2019 | Critics' Choice Award | Beste televisiefilm | Beste televisiefilm | Genomineerd |